# Bonnie a Clyde (film)
Bonnie a Clyde (v anglickém originále Bonnie and Clyde) je americký film z roku 1967, který natočil režisér Arthur Penn podle scénáře Davida Newmana a Roberta Bentona. Jedná se o retro gangsterku neboli životopisné akční kriminální drama inspirované skutečným příběhem populární meziválečné dvojice z období velké hospodářské krize 30. let Bonnie a Clyde. Tu ztvárnili Faye Dunawayová a Warren Beatty a dále jim herecky sekundovali Michael J. Pollard, Gene Hackman či Estelle Parsons. Film je řazen do „zlatého fondu“ světové kinematografie.

## Děj
Příběh filmu vychází ze skutečných postav a skutečných událostí. Znuděná kavárenská servírka Bonnie Parker a čerstvě propuštěný kriminálník Clyde Barrow se dají dohromady a vydají se na dráhu plnou vášně, kradených aut a vyloupených bank, až jejich řádění vygraduje a zároveň skončí v krvavé policejní přestřelce.

## Postavy a obsazení
| Warren Beatty      | Clyde Barrow      |
| Faye Dunawayová    | Bonnie Parker     |
| Michael J. Pollard | C.W. Moss         |
| Gene Hackman       | Buck Barrow       |
| Estelle Parsons    | Blanche Barrowová |
| Denver Pyle        | Frank Hamer       |
| Dub Taylor         | Ivan Moss         |
| Gene Wilder        | Eugene Grizzard   |
| Evans Evans        | Velma Davis       |

## Uvedení
Film měl svou severoamerickou premiéru 4. srpna 1967 na montrealském festivalu, který tehdy zahajoval. Do amerických kin jej pak společnost Warner Bros. uvedla newyorskou premiérou 13. srpna téhož roku.
V době cenzurního uvolnění roku 1968 byl film odehrán i mimo soutěžní sekci na Mezinárodním filmovém festivalu Karlovy Vary. Byl poté nakoupen v balíku čtyř snímků téhož režiséra pro československou kinodistribuci, v níž měl premiéru 13. března 1970. Uváděn byl jako mládeži nepřístupný v originálním znění s titulky.

## Přijetí
Film přišel v éře hnutí hippies, neúspěšně postupující války ve Vietnamu a protistátních nálad ve Spojených státech amerických. Šedesátá léta představovala v Hollywoodu přerod od staré teatrální kinematografie a hledání nových cest. Filmová studia tratila na tvorbě monumentálních výpravných historických filmů a prostor dostávaly alternativní nízkorozpočtové projekty. Mezi ty finančně úspěšné se zařadil právě Bonnie a Clyde, podobně jako Absolvent či o dva roky později Půlnoční kovboj.
Kritika jej zprvu přijala jako „nevkusný“ a „příšerný“ (Time, 25. 8. 1967), „zavrženíhodný“, „sprostý a ponižující“ film, z něhož „se zvedá žaludek“ a který obsahuje „jednu z nejkrvavějších scén od Verdunu“ (Newsweek, 21. a 28. 8. 1967). Podle Davea Kaufmana z Variety film „nepatřičně spojil komedii se zločinem“, scénář „vykreslil postavy nekonzistentně a zmateně“, režie byla taktéž „nekonzistentní“ a herecké výkony „nevyvážené“.
Syrové vyobrazení násilí ve filmu bylo na tehdejší poměry skutečně přelomové, byť mu cestu vydláždily snímky U konce s dechem Jeana-Luca Godarda (1960) či Hitchcockovo Psycho (1960). Režie a scénář se inspirovaly francouzskou novou vlnou a příběh i charaktery, ač pocházející ze 30. let, poskytly alegorii soudobé americké kultury 60. let. Bonnie a Clyde sice páchali zločiny, jejich motivace však byla podmíněná okolnostmi (jako vzpoura proti systému) a zároveň dokázali prožívat lásku, což umožnilo zejména mladému publiku divácké souznění s nimi. Film byl ostatně nabízen výstižným a chytlavým sloganem „Jsou mladí. Jsou zamilovaní. A zabíjejí lidi.“
- ČSFD:  81 % [14]
- Metacritic:  86 [15]
- Rotten Tomatoes:  88 % [16]
- IMDb:  7,8 [17]

## Ocenění
Film získal Oscara za kameru Burnetta Guffeye a herečka Estelle Parsons zvítězila v kategorii ženského hereckého výkon ve vedlejší roli, v osmi dalších kategoriích pak byl snímek nominován. Řada neproměněných nominací jej čekala i u Zlatých glóbů. Faye Dunawayová získala britskou Filmovou cenu BAFTA jako nejslibnější nováček v hlavní roli.
V soudobé československé kinodistribuci byl snímek „prodáván“ oceněním na argentinském Mezinárodním filmovém festivalu v Mar del Plata.